# Università federale di scienza della salute di Porto Alegre
L'Universidade Federal de Ciências da Saúde de Porto Alegre (UFCSPA) è un'università pubblica brasiliana sita a Porto Alegre, capoluogo del Rio Grande do Sul.

## Storia
L'ateneo fu fondato l'8 dicembre 1953 dalla direzione dell'Irmandade Santa Casa de Misericórdia de Porto Alegre, mentre la prima lezione si svolse il 22 marzo 1961. Il 14 gennaio 2008, in concomitanza del riconoscimento quale università, abbandonò l'antica denominazione Fundação Faculdade Federal de Ciências Médicas de Porto Alegre.

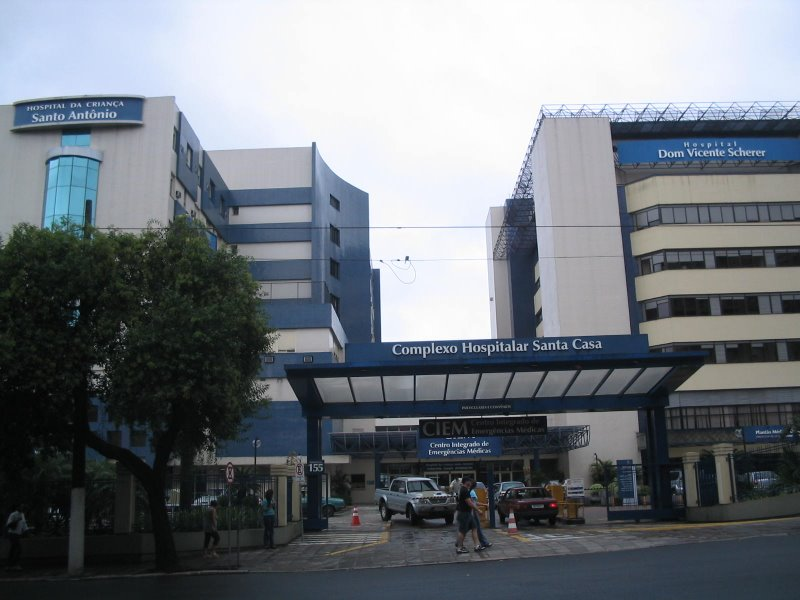
Irmandade Santa Casa de Misericórdia de Porto Alegre, l'ospedale universitario.

## Struttura
L'ateneo è articolato nei seguenti dipartimenti:
- Clinica chirurgica
- Educazione e scienze umane
- Fisioterapia
- Ginecologia e ostetricia
- Infermieristica
- Logopedia
- Medicina clinica
- Metodi diagnostici
- Patologia e medicina legale
- Pediatria
- Psicologia
- Sanità pubblica
- Scienze esatte e scienze sociali applicate
- Scienze farmaceutiche
- Scienze della nutrizione
- Scienze della salute di base